# Euhesma fasciatella
Euhesma fasciatella är en biart som först beskrevs av Cockerell 1907.  Euhesma fasciatella ingår i släktet Euhesma och familjen korttungebin. Inga underarter finns listade i Catalogue of Life.

## Bildgalleri

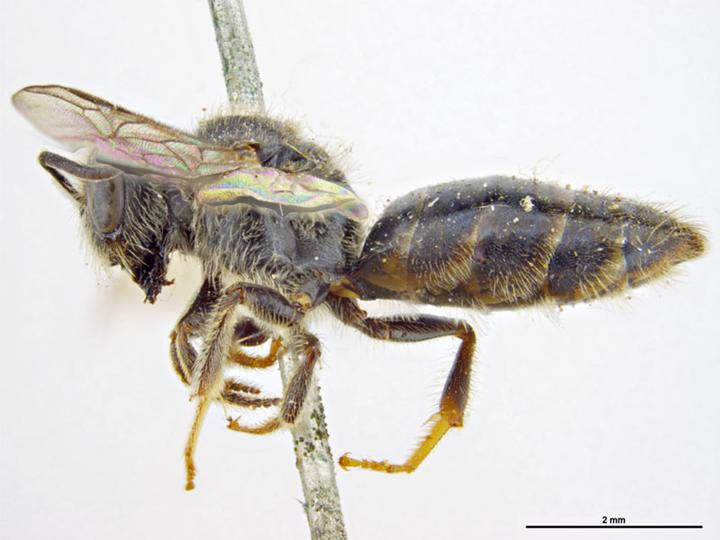